# Integrisani taksonomski informacioni sistem
Integrisani taksonomski informacioni sistem (ITIS) američki je partneršip federalnih agencija dizajniran da pruži konzistentne i pouzdane informacije o taksonomiji bioloških vrsta. ITIS je originalno formiran 1996. kao međuagencijska grupa unutar federalnih vladinih organizacija SAD, koja je obuhvatala nakoliko federalnih agencija. Vremenom je postala međunarodna organizacija, sa učešćem kanadskih i meksičkih vladinih agencija. Baza podataka je formirana doprinosima velikog broja taksonomskih eksperata. Osoblje koje održava primarni sadržaj je smešteno u Smitsonijanskom muzeju istorije prirode, dok IT usluge pruža američka služba Geološkog pregleda iz Denvera. Primarni fokus ITIS-a je na severnoameričkim vrstama; međutim, mnoge grupe pokrivaju ceo svet i ITIS aktivno sarađuje sa drugim međunarodnim agencijama radi ostvarivanja globalnog pokrića.